# Giusti tra le nazioni
(Sanhedrin 4:9)

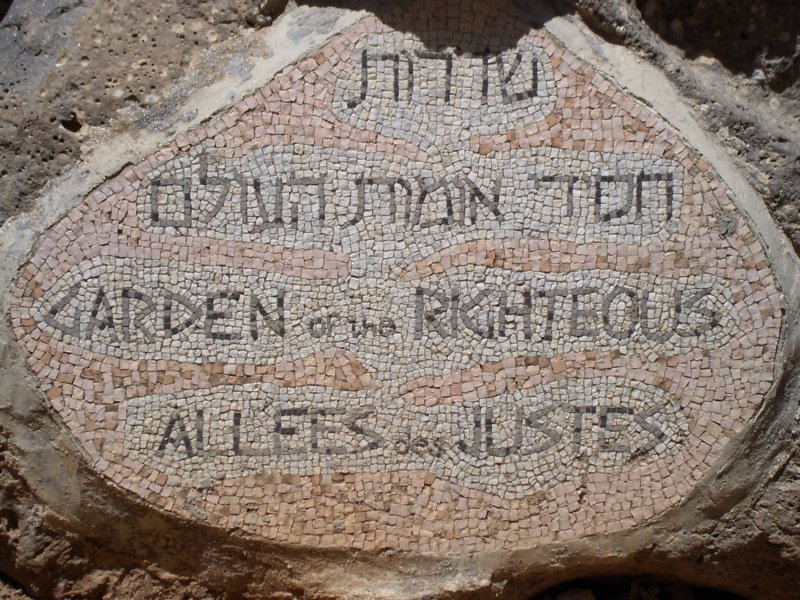
La stele all'ingresso del Giardino dei Giusti dello Yad Vashem di Gerusalemme, in ebraico, inglese e francese

I Giusti fra le nazioni (in ebraico חסידי אומות העולם‎?, Chasidei Umot HaOlam) è una terminologia che, dalla fine della seconda guerra mondiale, indica i non-ebrei che hanno agito in modo eroico a rischio della propria vita e senza interesse personale per salvare anche un solo ebreo dal genocidio nazista della Shoah. Dal 1962 è anche un'onorificenza ufficiale conferita dallo Yad Vashem, ovvero l'Ente nazionale per la Memoria della Shoah dello Stato di Israele, a tutti i non ebrei riconosciuti come "Giusti".

## Origine del termine
Il termine "Gentile giusto" è utilizzato nella tradizione ebraica per indicare i non ebrei che hanno rispetto per Dio. Nella tradizione ebraica, infatti, le numerose norme e precetti contenute nella Torah, nella Mishnah, nella Gemara e nelle Halacha, devono essere rispettate esclusivamente dagli ebrei, che sono tenuti a rispettare il patto che i loro antenati hanno stipulato con Dio. Al confronto delle 613 mitzvot che gli ebrei devono rispettare, i non ebrei sono soltanto tenuti a rispettare i principi etici contenuti nelle leggi noachiche: non uccidere, non commettere adulterio, avere un tribunale (un ordinamento legislativo e giudiziario), e così via. 

## La leggenda dei 36 giusti
Secondo il Talmud, ogni generazione conosce 36 lamedvavnikim, ossia 36 uomini dalla cui condotta dipende il destino dell'umanità. Secondo la tradizione svolgerebbero lavori umili e verrebbero sostituiti dopo la morte: eserciterebbero il loro potere quando su Israele incombe una minaccia, per poi scomparire dopo averla eliminata.

## Significato moderno e requisiti di nomina

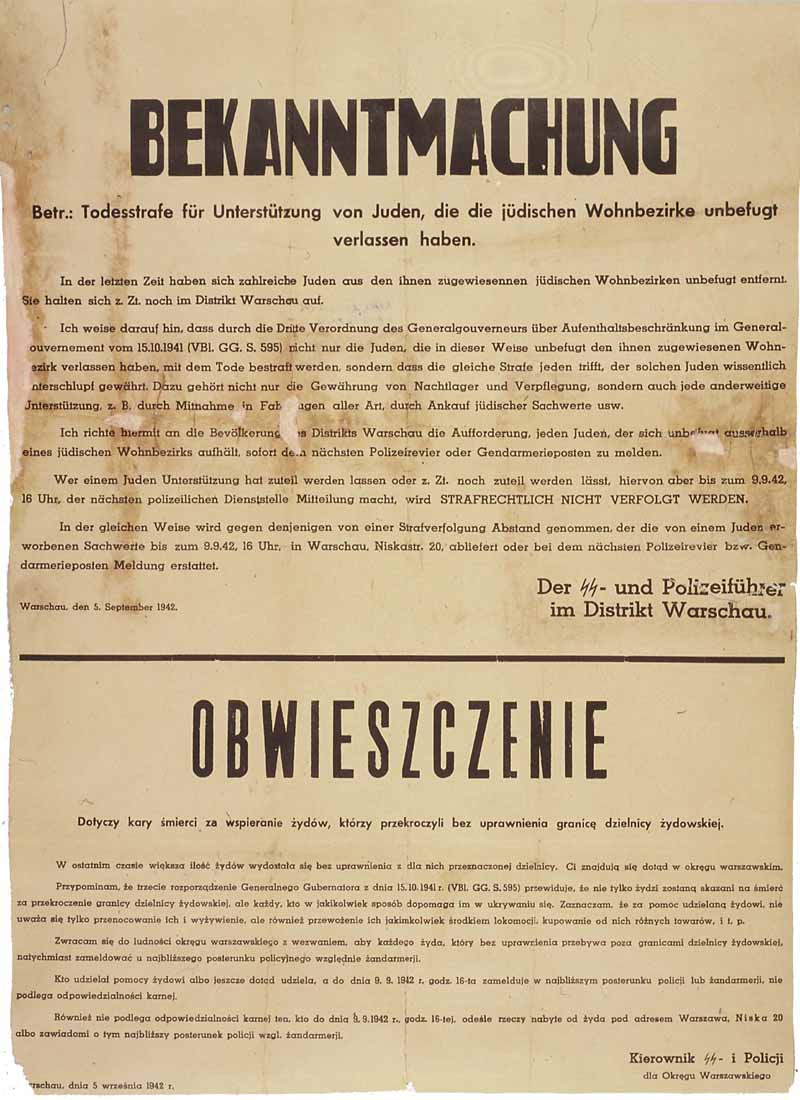
Manifesto nazista in tedesco e polacco, che minacciava di morte i polacchi che avessero aiutato gli ebrei. La minaccia di morte per tutti coloro che prestavano aiuto agli ebrei era nota in tutte le nazioni sotto l'influenza del Terzo Reich.

Nel 1963, una commissione guidata dalla Corte suprema di Israele ha ricevuto l'incarico di conferire il titolo onorifico di Giusto fra le nazioni. La Commissione, composta da 35 membri, è formata da personalità pubbliche volontarie, da professionisti e da storici, molti dei quali sono essi stessi dei sopravvissuti. La Commissione è presieduta da un ex giudice della Corte suprema: Moshe Landau (dal 1963 al 1970), Moshe Bejski (dal 1970 al 1995), Jakov Maltz (dal 1995).
Per svolgere il proprio compito la Commissione segue criteri meticolosi ricercando documentazione e testimonianze che possano avvalorare la natura dell'aiuto prestato dai salvatori. Le regole nel dettaglio per essere considerato un Giusto sono:
- l’atto di salvataggio deve essere stato effettuato da un non ebreo nei confronti di un ebreo;
- deve essere un atto che abbia evitato a uno o più ebrei il pericolo di morte immediata o la deportazione in campi di concentramento;
- il salvatore deve aver rischiato la propria vita per salvare uno o più ebrei;
- il salvatore non deve averne tratto alcun vantaggio, né di natura economica né di altro genere, né immediato né futuro.

La Commissione prende inoltre in considerazione:
- i rapporti specifici tra salvatore e salvato;
- le condizioni del paese o della zona in cui avvennero i fatti;
- il periodo storico in cui ciò accadde;
- ogni altro elemento in grado di evidenziare le caratteristiche di eccezionalità dell’azione del salvatore rispetto a un normale comportamento di aiuto al prossimo (degno comunque di rispetto).

## L'onorificenza

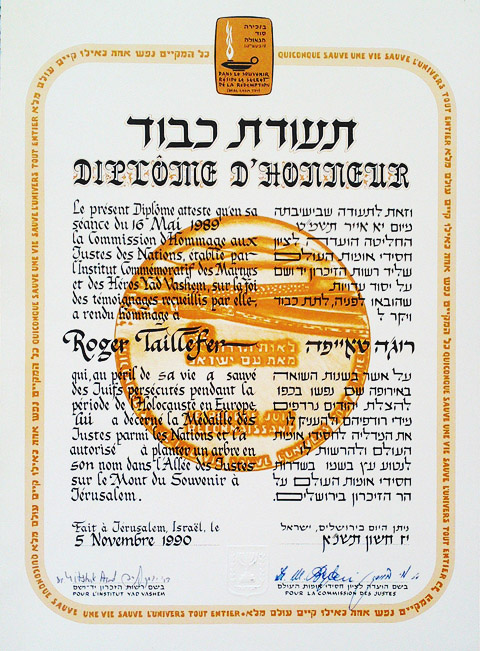
Attestato di Giusto tra le nazioni, in francese ed ebraico.

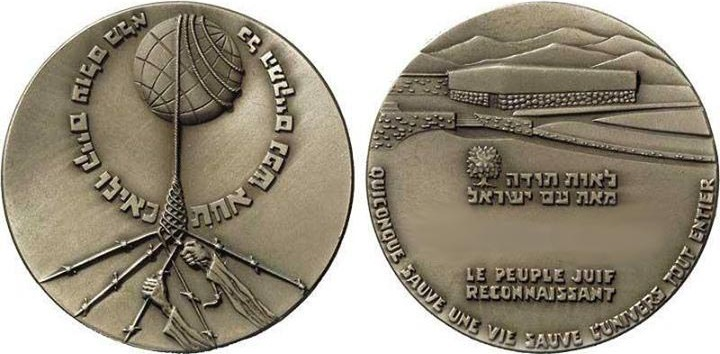
Medaglia del Giusto tra le nazioni.

Chi viene riconosciuto Giusto fra le nazioni viene insignito di una speciale medaglia con inciso il suo nome, riceve un certificato d'onore e il privilegio di vedere il proprio nome aggiunto agli altri presenti nel Giardino dei Giusti presso il museo Yad Vashem di Gerusalemme. A ogni Giusto tra le nazioni viene dedicata la messa a dimora di un albero, poiché tale pratica nella tradizione ebraica indica il desiderio di ricordo eterno per una persona cara. Dagli anni novanta tuttavia, poiché il Monte della Rimembranza è completamente ricoperto di alberi, il nome dei giusti è inciso sul Muro d'Onore eretto a tale scopo nel perimetro del Memoriale.
La cerimonia di conferimento dell'onorificenza si svolge solitamente presso il museo Yad Vashem alla presenza delle massime cariche istituzionali israeliane, ma si può tenere anche nel paese di residenza del Giusto se egli non è in grado di muoversi.
Ai Giusti fra le nazioni, inoltre, viene conferita la cittadinanza onoraria dello Stato di Israele.
Alla data del 1º gennaio 2022 sono stati riconosciuti da Yad Vashem 28 217 Giusti fra le nazioni di 51 diversi paesi.
Oltre ai benefici onorifici i Giusti fra le nazioni possono ricevere anche una sorta di pensione e aiuto economico se si trovano in difficoltà finanziarie, godono dell'assistenza sanitaria dello Stato di Israele e, se residenti in Israele, hanno diritto a una pensione.
In Italia le indagini preliminari per il riconoscimento dei Giusti fra le nazioni vengono svolte dal Centro di Documentazione Ebraica Contemporanea di Milano.

## I Giusti fra le nazioni per nazionalità e paese d'origine
Quello che segue è un l'elenco di Giusti fra le nazioni secondo la nazionalità o l'origine etnica, aggiornato al 1º gennaio 2023. La fonte è il database ufficiale dell'Istituto Yad Vashem di Gerusalemme, che include i nominativi solo dopo un lungo lavoro di verifica storica delle testimonianze pervenute. Il numero di Giusti per nazionalità è fisiologicamente soggetto a notevoli differenze perché la densità di popolazione ebraica era variabile di nazione in nazione: poteva per esempio andare dal 10,5% polacco ai pochi decimali di punto italiani o norvegesi..
| Classifica | Paese d'origine    | Numero di Giusti fra le nazioni |
| ---------- | ------------------ | ------------------------------- |
| 1          | Polonia            | 7 280                           |
| 2          | Paesi Bassi        | 6 066                           |
| 3          | Francia            | 4 255                           |
| 4          | Ucraina            | 2 707                           |
| 5          | Belgio             | 1 803                           |
| 6          | Lituania           | 924                             |
| 7          | Ungheria           | 883                             |
| 8          | Italia             | 794                             |
| 9          | Bielorussia        | 683                             |
| 10         | Germania           | 659                             |
| 11         | Slovacchia         | 639                             |
| 12         | Grecia             | 365                             |
| 13         | Russia             | 221                             |
| 14         | Serbia             | 141                             |
| 15         | Lettonia           | 138                             |
| 16         | Croazia            | 132                             |
| 17         | Repubblica Ceca    | 125                             |
| 18         | Austria            | 115                             |
| 19         | Moldavia           | 79                              |
| 20         | Albania            | 75                              |
| 21         | Romania            | 69                              |
| 22         | Norvegia           | 68                              |
| 23         | Bosnia             | 49                              |
| 23         | Svizzera           | 49                              |
| 25         | Armenia            | 24                              |
| 26         | Danimarca          | 22                              |
| 26         | Regno Unito        | 22                              |
| 28         | Bulgaria           | 20                              |
| 29         | Slovenia           | 16                              |
| 30         | Macedonia del Nord | 10                              |
| 30         | Svezia             | 10                              |
| 32         | Spagna             | 9                               |
| 33         | Stati Uniti        | 5                               |
| 34         | Estonia            | 3                               |
| 34         | Portogallo         | 3                               |
| 34         | Indonesia          | 3                               |
| 34         | Perù               | 3                               |
| 38         | Brasile            | 2                               |
| 38         | Cile               | 2                               |
| 38         | Cina               | 2                               |
| 41         | Cuba               | 1                               |
| 41         | Ecuador            | 1                               |
| 41         | Egitto             | 1                               |
| 41         | El Salvador        | 1                               |
| 41         | Georgia            | 1                               |
| 41         | Giappone           | 1                               |
| 41         | Irlanda            | 1                               |
| 41         | Lussemburgo        | 1                               |
| 41         | Montenegro         | 1                               |
| 41         | Turchia            | 1                               |
| 41         | Vietnam            | 1                               |
| 51         | Totale             | 28 486                          |

A gennaio 2023, i Giusti tra le nazioni riconosciuti da Yad Vashem erano 28 486, 794 di questi sono italiani. L'Italia è oggi l'ottava nazione per maggior numero di "Giusti" certificati dalla commissione preposta dall'Ente nazionale per la Memoria della Shoah di Gerusalemme.

## Dai Giusti fra le Nazioni ai Giusti dell'Umanità
La onlus italiana Gariwo, la foresta dei Giusti – presieduta da Gabriele Nissim – ha proposto negli anni 2000 l'universalizzazione del concetto di Giusto per comprendere le figure esemplari non solo della Shoah, ma di tutti i genocidi.
Da questo sono scaturite due ricorrenze: la Giornata europea dei Giusti (6 marzo), istituita nel 2012 dal Parlamento europeo, e la Giornata in memoria dei Giusti dell'umanità (6 marzo), approvata nel dicembre 2017 dal Parlamento italiano come solennità civile.